# Gabinete Europeu para as Línguas Menos Divulgadas
O Gabinete Europeu para as Línguas Menos Divulgadas (em inglês:  European Bureau for Lesser-Used Languages, EBLUL) foi uma organização não governamental, que tinha como objetivo promover a diversidade linguística, tanto a nível europeu como internacional. Fundada em 1982 por iniciativa do Parlamento Europeu, as suas principais fontes de financiamento eram o Parlamento Europeu e a Comissão Europeia, bem como os governos regionais e locais. Desde a sua criação, o Gabinete concentrava-se em reforçar os contactos para desenvolver a cooperação entre essas comunidades falantes de línguas minoritárias, com a intenção de promover a diversidade linguística na Europa. Sua missão era ser a voz representativa dos mais de quarenta e seis milhões de europeus que falam alguma língua minoritária. Tinha a sua sede em Bruxelas e Dublim.
O Gabinete Europeu para as Línguas Menos Divulgadas foi suprimido em 2010 e substituído pela Rede para a Igualdade das Línguas Europeias (em inglês:  European Language Equality Network; ELEN).